# Андреевский район (Смоленская область)
Андреевский район — административно-территориальная единица в составе Западной и Смоленской областей РСФСР, существовавшая в 1929—1932 и 1935—1961 годах.
Андреевский район был образован под названием Воскресенский район в составе Вяземского округа Западной области. Центром района было село Воскресенское. Район был образован из территорий, прежде входивших в Бельский, Вяземский и Сычёвский уезды Смоленской губернии.
В 1930 году Вяземский округ был упразднён, и район перешёл в прямое подчинение Западной области.
В 1932 году Воскресенский район был упразднён, а его территория разделена между Новодугинским, Сычёвским и Холм-Жирковским районами.
В 1935 году район был восстановлен под названием Андреевский район. При этом центр района был переименован в село Андреевское.
В 1937 район вошёл в состав новообразованной Смоленской области.
8 января 1958 года село Андреевское было переименовано в Днепровское, а Андреевский район — в Днепровский район.
В 1961 году Днепровский район был упразднён, а его территория разделена между Новодугинским, Сычёвским и Холм-Жирковским районами.